# 会計基準
会計基準（かいけいきじゅん、英: Accounting standard）は主に財務会計における財務諸表の作成に関するルールの総称である。

## 概要
会計基準とは、会計処理および会計報告における法規範である。会計基準そのものは国家が制定する法律ではないが、慣習法として法体系の一環を成す規範である。
会計基準は、英米法系の慣習として発達体系化された法規範であり、広義の会計基準には明文化されていない規範を含む。狭義には、企業会計の実務の中に慣習として発達したもののなかから、一般に公正妥当と認められたところを要約したものとして明文化された法規範をいう。大陸法系の諸国において、慣習を法規範として把握するという英米法系の法概念についての誤解がみられたが、国際財務報告基準へのコンバージェンスなどを契機として、会計学分野と英米法制史などの法律学分野との相互理解が生じ、この誤解の低減が顕著である。
なお、会計基準は財務諸表の表面的な書式や表示に関する規定のみではなく、主に実質的な内容や金額の計算等に関する規定である。

## 日本の会計基準
日本の会計基準は、企業会計原則を中心として、論点ごとにまとめられた多数の文書（代表的なものを下記に列挙）により構成されている。また、会計基準に準ずるものとして、「企業会計基準適用指針」、「実務対応報告」がある。
会計基準は、慣習法として商法第1条2項、会社法や金融商品取引法により、法体系の一環を成す規範である。
また、近年では、演繹的アプローチによる会計基準の再構築の試みの一環として、討議資料として概念フレームワークが公表されている。

### 歴史的経緯
日本の会計基準の中心となる「企業会計原則」は、戦後の民主化政策の一環として1949年に制定されたものである。その後、企業会計原則だけではカバーしきれない論点（連結財務諸表など）について、新たな会計基準が追加されていった。
1990年代後半の会計基準の追加（あるいは改正）は、主に会計基準の国際的調和という観点に基づくものである。いわゆる金融ビッグバンの一環として「会計ビッグバン」とも呼ばれる会計基準の大改正である。
2005年以降の追加（改正）は、新会社法の制定の影響によるものが多い。
国際財務報告基準へのコンバージェンスへの動向。
- 2007年8月8日、企業会計基準委員会が、会計基準をIASBと全面共通化（2011年6月末までの差異解消）する旨の合意たる東京合意を発表。
- 2007年12月、企業会計基準委員会が、プロジェクト計画表を公表。

### 設定主体
企業会計原則以来、日本の会計基準は旧大蔵省の企業会計審議会により制定されてきた。しかし、国際的調和の観点から、諸外国と同様に民間による会計基準の設定を望む声が強くなり、2001年に設立された財団法人財務会計基準機構内の企業会計基準委員会に順次移行することとなった。

### 主な会計基準一覧
2006年8月現在。
カッコ内は制定または改正の年を示す。実際の適用は、制定から1～2年程度遅れることが多い。

#### 企業会計審議会により設定された会計基準
- 企業会計原則（1949年 最終改正1982年）
- 原価計算基準（1962年）
- 連結財務諸表原則（1975年 最終改正1997年）
- 外貨建取引等会計処理基準（1979年 最終改正1995年）
- リース取引に係る会計基準（1993年）
- 連結キャッシュ･フロー計算書等の作成基準（1998年）
- 中間連結財務諸表等の作成基準（1998年）
- 退職給付に係る会計基準（1998年）
- 税効果会計に係る会計基準（1998年）
- 研究開発費等に係る会計基準（1998年）
- 金融商品に関する会計基準（1999年 最終改正2006年）
- 固定資産の減損に係る会計基準（2002年）
- 企業結合に係る会計基準（2003年）

#### 企業会計基準委員会により設定された企業会計基準
- 第1号 自己株式及び準備金の額の減少等に関する会計基準（2002年 最終改正2015年）
- 第2号 1株当たり当期純利益に関する会計基準（2002年 最終改正2013年）
- 第3号 「退職給付に係る会計基準」の一部改正（2005年）
- 第4号 役員賞与に関する会計基準（2005年）
- 第5号 貸借対照表の純資産の部の表示に関する会計基準（2005年 最終改正2021年）
- 第6号 株主資本等変動計算書に関する会計基準（2005年 最終改正2013年）
- 第7号 事業分離等に関する会計基準（2005年 最終改正2013年）
- 第8号 ストック・オプション等に関する会計基準（2005年）
- 第9号 棚卸資産の評価に関する会計基準（2006年 最終改正2020年）
- 第10号 金融商品に関する会計基準（2006年 最終改正2019年）
- 第11号 関連当事者の開示に関する会計基準（2006年 最終改正2016年）
- 第12号 四半期財務諸表に関する会計基準（2007年 最終改正2020年）
- 第13号 リース取引に関する会計基準（2007年）
- 第14号 「退職給付に係る会計基準」の一部改正（その２）（2007年）
- 第15号 工事契約に関する会計基準（2007年）
- 第16号 持分法に関する会計基準（2008年）
- 第17号 セグメント情報等の開示に関する会計基準（2008年 最終改正2010年）
- 第18号 資産除去債務に関する会計基準（2008年）
- 第19号 「退職給付に係る会計基準」の一部改正（その３）（2008年）
- 第20号 賃貸等不動産の時価等の開示に関する会計基準（2008年 最終改正2011年）
- 第21号 企業結合に関する会計基準（2008年 最終改正2019年）
- 第22号 連結財務諸表に関する会計基準（2008年 最終改正2013年）
- 第23号 「研究開発費等に係る会計基準」の一部改正（2008年）
- 第24号 会計方針の開示、会計上の変更及び誤謬の訂正に関する会計基準（2009年 最終改正2020年）
- 第25号 包括利益の表示に関する会計基準（2010年 最終改正2013年）
- 第26号 退職給付に関する会計基準（2012年 最終改正2016年）
- 第27号 法人税、住民税及び事業税等に関する会計基準（2017年）
- 第28号 「税効果会計に係る会計基準」の一部改正（2018年）
- 第29号 収益認識に関する会計基準（2018年 最終改正2020年）
- 第30号 時価の算定に関する会計基準（2019年）
- 第31号 会計上の見積りの開示に関する会計基準（2020年）

#### 企業会計基準委員会により設定された企業会計基準適用指針
- 第1号 退職給付制度間の移行等に関する会計処理（2002年 最終改正2016年）
- 第2号 自己株式及び準備金の額の減少等に関する会計基準の適用指針
- 第3号 その他資本剰余金の処分による配当を受けた株主の会計処理
- 第4号 1株当たり当期純利益に関する会計基準の適用指針
- 第5号 自己株式及び法定準備金の取崩等に関する会計基準適用指針（その２）
- 第6号 固定資産の減損に係る会計基準の適用指針
- 第7号 「退職給付に係る会計基準」の一部改正に関する適用指針
- 第8号 貸借対照表の純資産の部の表示に関する会計基準等の適用指針
- 第9号 株主資本等変動計算書に関する会計基準等の適用指針
- 第10号 企業結合会計基準及び事業分離等会計基準に関する適用指針
- 第11号 ストック・オプション等に関する会計基準の適用指針
- 第12号 その他の複合金融商品（払込資本を増加させる可能性のある部分を含まない複合金融商品）に関する会計処理
- 第13号 関連当事者の開示に関する会計基準の適用指針
- 第14号 四半期財務諸表に関する会計基準の適用指針
- 第15号 一定の特別目的会社に係る開示に関する適用指針
- 第16号 リース取引に関する会計基準の適用指針
- 第17号 払込資本を増加させる可能性のある部分を含む複合金融商品に関する会計処理
- 第18号 工事契約に関する会計基準の適用指針
- 第19号 金融商品の時価等の開示に関する適用指針
- 第20号 セグメント情報等の開示に関する会計基準の適用指針
- 第21号 資産除去債務に関する会計基準の適用指針
- 第22号 連結財務諸表における子会社及び関連会社の範囲の決定に関する適用指針
- 第23号 賃貸等不動産の時価等の開示に関する会計基準の適用指針
- 第24号 会計方針の開示、会計上の変更及び誤謬の訂正に関する会計基準の適用指針
- 第25号 退職給付に関する会計基準の適用指針
- 第26号 繰延税金資産の回収可能性に関する適用指針
- 第27号 税効果会計に適用する税率に関する適用指針
- 第28号 税効果会計に係る会計基準の適用指針
- 第29号 中間財務諸表等における税効果会計に関する適用指針
- 第30号 収益認識に関する会計基準の適用指針
- 第31号 時価の算定に関する会計基準の適用指針

## 米国の会計基準
FASBが作成する米国会計基準に基づく。
- 2002年、FASBとIASBとの共同会議にて、ノーウォーク合意を発表。
- 2008年11月、IFRSの採用（アドプション）を発表。